# Ronald Gamarra
Ronald Álex Gamarra Herrera (født 10. december 1958) er en peruviansk politiker og advokat, som var præsident for den Nationale Menneskerettigheder Koordinatori i Peru fra 2008 til 2010. Gamarra Herrera har været fortaler til familierne til de ofre for 'Barrios Altos' og 'La Cantuta', forbrydelser for hvilke han har været fængslet Alberto Fujimori, tidligere peruviansk præsident.